# Episodi di Garrison Commando
La prima e unica stagione della serie televisiva Garrison Commando (Garrison's Gorillas) è andata in onda negli Stati Uniti dal 6 settembre 1967 al 12 marzo 1968 sulla ABC.
| nº | Titolo originale         | Prima TV USA      | Titolo italiano | Prima TV Italia |
| -- | ------------------------ | ----------------- | --------------- | --------------- |
| 1  | The Big Con              | 6 settembre 1967  |                 |                 |
| 2  | Breakout                 | 13 settembre 1967 |                 |                 |
| 3  | The Grab                 | 19 settembre 1967 |                 |                 |
| 4  | Banker's Hours           | 26 settembre 1967 |                 |                 |
| 5  | 48 Hours to Doomsday     | 3 ottobre 1967    |                 |                 |
| 6  | The Great Theft          | 10 ottobre 1967   |                 |                 |
| 7  | The Deadly Masquerade    | 17 ottobre 1967   |                 |                 |
| 8  | Now I Lay Me Down to Die | 24 ottobre 1967   |                 |                 |
| 9  | Operation Hellfire       | 31 ottobre 1967   |                 |                 |
| 10 | Thieves' Holiday         | 7 novembre 1967   |                 |                 |
| 11 | 20 Gallons to Kill       | 14 novembre 1967  |                 |                 |
| 12 | Friendly Enemies         | 21 novembre 1967  |                 |                 |
| 13 | Black Market             | 28 novembre 1967  |                 |                 |
| 14 | The Great Crime Wave     | 5 dicembre 1967   |                 |                 |
| 15 | The Magnificent Forger   | 19 dicembre 1967  |                 |                 |
| 16 | The Expendables          | 26 dicembre 1967  |                 |                 |
| 17 | War Games                | 2 gennaio 1968    |                 |                 |
| 18 | Run From Death           | 9 gennaio 1968    |                 |                 |
| 19 | The Death Sentence       | 16 gennaio 1968   |                 |                 |
| 20 | The Big Lie              | 23 gennaio 1968   |                 |                 |
| 21 | Ride of Terror           | 30 gennaio 1968   |                 |                 |
| 22 | War and Crime (1)        | 13 febbraio 1968  |                 |                 |
| 23 | The Plot to Kill (2)     | 20 febbraio 1968  |                 |                 |
| 24 | The Frame-Up             | 27 febbraio 1968  |                 |                 |
| 25 | The War Diamonds         | 5 marzo 1968      |                 |                 |
| 26 | Time Bomb                | 12 marzo 1968     |                 |                 |

## The Big Con
- Prima televisiva: 6 settembre 1967
- Diretto da: Joseph Sargent
- Scritto da: David Karp

### Trama
- Guest star: Kurt Landen (maggiore tedesco), Gilbert Roland (Duchamps), Carl Esmond (generale tedesco), Mark Bailey (sergente tedesco), Telly Savalas (trafficante), Martine Collette (Marie)

## Breakout
- Prima televisiva: 13 settembre 1967
- Diretto da: Michael Caffey
- Scritto da: Paul Playdon

### Trama
- Guest star: Jeremie Paul Andre (Wilhelm Mantfreeling), Donald Ein (Schuyler Erland), Larry Thor (partigiano), John van Dreelen (colonnello Mantfreeling)

## The Grab
- Prima televisiva: 19 settembre 1967
- Diretto da: Nicholas Colasanto
- Scritto da: James Menzies

### Trama
- Guest star: Sandra Smith (Karen Faber), William Glover (sergente Major), Berry Kroeger (Eric Busch), Michael Vandever (Hans Faber), Jeff Corey (ispettore Gauzmann)

## Banker's Hours
- Prima televisiva: 26 settembre 1967
- Diretto da: Georg Fenady
- Scritto da: Tony Barrett

### Trama
- Guest star: Booth Colman (Ernst Gerloch), Robert Cornthwaite (direttore della banca), Anna Lisa (Helga Nosser), Wesley Lau (Karl Vogel), Jack Klugman (Gus Manners)

## 48 Hours to Doomsday
- Prima televisiva: 3 ottobre 1967
- Diretto da: Gerald Mayer
- Scritto da: Jerry Thomas, Bill Yagemann

### Trama
- Guest star: Émile Genest (Van Eyck), Lisa Pera (Gretel), Frank Marth (generale Von Yaeger), Celia Lovsky (donna olandese), Noel Drayton (Breathwaite), Malachi Throne (Ludy Kemper)

## The Great Theft
- Prima televisiva: 10 ottobre 1967
- Diretto da: Michael Caffey
- Scritto da: Norman Hudis

### Trama
- Guest star: Jim Boles (Mortician), Maurice Marsac (Marcel), Robin Hughes (Jonathan Brown), John Abbott (Abbott)

## The Deadly Masquerade
- Prima televisiva: 17 ottobre 1967
- Diretto da: Nicholas Colasanto
- Scritto da: Alan Caillou

### Trama
- Guest star: Lee Kolima (Richter), Nick Alexander (Tommy), Michael Conrad (Samson), Michael Pataki (Robbie), Jan Davis (Consuela), Will Geer (Laski)

## Now I Lay Me Down to Die
- Prima televisiva: 24 ottobre 1967
- Diretto da: Georg Fenady
- Scritto da: Edward J. Lakso

### Trama
- Guest star: Karl Bruck (generale tedesco), Sylvia Stone (infermiera), Curt Lowens (Kruger), Peter Brocco (Kronman), John Siegfried (Aide), Karl Sadler (soldato tedesco), Glenn Corbett (Charlie)

## Operation Hellfire
- Prima televisiva: 31 ottobre 1967
- Diretto da: Michael Caffey
- Scritto da: Jerry Thomas, Bill Yagemann

### Trama
- Guest star: Kurt Landen (Fire Captain), Jacquelyn Hyde (infermiera britannica), Karl Bruck (professore Steiffel), Barry Sullivan (Tom Flagg)

## Thieves' Holiday
- Prima televisiva: 7 novembre 1967
- Diretto da: John Peyser
- Scritto da: James Menzies

### Trama
- Guest star: Frank Gorshin (Destin), Jacques Aubuchon (Ettienne), Britt Nilsson (ragazza tedesca), Olga Kaya (cameriera)

## 20 Gallons to Kill
- Prima televisiva: 14 novembre 1967
- Diretto da: Nicholas Colasanto
- Scritto da: Barry Trivers

### Trama
- Guest star: Fabian Dean (cuoco), Elizabeth Knowles (Marianne), Eduardo Ciannelli (Kodash), Arch Whiting (pilota), David Gross (generale), Edward Schaaf (ammiraglio), John Saxon (Janus)

## Friendly Enemies
- Prima televisiva: 21 novembre 1967
- Diretto da: Michael Caffey
- Scritto da: Edward J. Lakso

### Trama
- Guest star: Pat Renella (tenente Donato), Eddie Ness (sergente statunitense), Curt Lowens (maggiore Sturm), John Lodge (capitano Thompson), Benito Prezia (guardia italiana), Hagen Smith (soldato Meeks), Paul Busch (sergente tedesco), Harold Gould (colonnello Enzio)

## Black Market
- Prima televisiva: 28 novembre 1967
- Diretto da: Georg Fenady
- Scritto da: Tony Barrett

### Trama
- Guest star: John Carter (uomo), Jamie Farr (Pablo), Fabrizio Mioni (Nick Zappa), Gavin MacLeod (Guido), Hagen Smith (G. I.), Aladdin Pallante (barista), Rita Rogers (Gina), Mike Farrell (capitano), Roger Perry (Jason)

## The Great Crime Wave
- Prima televisiva: 5 dicembre 1967
- Diretto da: Nicholas Colasanto
- Scritto da: Norman Hudis

### Trama
- Guest star: Oscar Beregi, Jr. (capo della polizia), Lorna Thayer (Sophia), Ray Walston (Oscar), Henry Beckman (Berger), Gun Sundberg (Hilda), Sonny Klein (Hermann), Robert Donner (sergente Winkler)

## The Magnificent Forger
- Prima televisiva: 19 dicembre 1967
- Diretto da: Georg Fenady
- Scritto da: William Robert Yates

### Trama
- Guest star: Hans Difflipp (generale Falken), Horst Ebersberg (Schafer), William Campbell (Blackie Krauss), William Glover (sergente Major), Normand Houle (Maitre'd), Heber Jentzsch (tenente delle SS), Carl Schell (maggiore Plummer), Larry Storch (Clarence Dorn)

## The Expendables
- Prima televisiva: 26 dicembre 1967
- Diretto da: Georg Fenady
- Scritto da: Paul Playdon

### Trama
- Guest star: Chris Anders (sergente tedesco), Charles Giorgi (Mureau), George Perina (generale Gerber), Norbert Meisel (ufficiale tedesco), Gerd Rein (German Sergeant), Kevin McCarthy (maggiore Richards)

## War Games
- Prima televisiva: 2 gennaio 1968
- Diretto da: Michael Caffey
- Scritto da: William Robert Yates

### Trama
- Guest star: John Carter (soldato Markum), Hank Brandt (capitano Ward), Jack Hogan (soldato White), Richard Bakalyan (soldato Wade), Steven Marlo (medico), Skip Homeier (sergente O'Connor)

## Run From Death
- Prima televisiva: 9 gennaio 1968
- Diretto da: Nicholas Colasanto
- Scritto da: Shimon Wincelberg, Richard Shapiro

### Trama
- Guest star: Pat Michenaud (Armand), Marcel Hillaire (Achille), Timothy Scott (maggiore Degenhart), Julie Harris (Sorella Therese)

## The Death Sentence
- Prima televisiva: 16 gennaio 1968
- Diretto da: John Peyser
- Scritto da: Paul Playdon

### Trama
- Guest star: Robert Palmer (maggiore Howard), Fred Beir (soldato Williams), Stanley Adams (Dorfman), William Stevens (capitano Reed), Adele Claire (donna tedesca), David Lampson (Jump Sergeant), Raymond Mayo (sergente Holliday), Richard Peel (Max), Casey Kasem (maresciallo del Provost), Tom Palmer (ufficiale), Joe Maross (capitano Forester)

## The Big Lie
- Prima televisiva: 23 gennaio 1968
- Diretto da: Georg Fenady
- Scritto da: Bill Yagemann, Jerry Thomas

### Trama
- Guest star: Rudolph Anders (maresciallo di campo), Alice Reinheart (infermiera), Robert Cornthwaite (colonnello Brenheim), Ivan Triesault (dottor Moletti), Heinz Brinkmann (capitano Brunner), George Perina (maggiore delle SS), Phillip Pine (Frazini)

## Ride of Terror
- Prima televisiva: 30 gennaio 1968
- Diretto da: Alan Crosland, Jr.
- Scritto da: William Froug

### Trama
- Guest star: Curt Lowens (colonnello Broilier), Michael Allen (tenente Tyler), Patric Knowles (colonnello Winfare), Maurice Marsac (maggiore Dubray), Athan Karras (Pierre Racicot), Claude Akins (colonnello Pryor)

## War and Crime (1)
- Prima televisiva: 13 febbraio 1968
- Diretto da: Georg Fenady
- Scritto da: William Robert Yates

### Trama
- Guest star: Alice Reinheart (madre di Goniff), Peter Haskell (Erik), William Bryant (maggiore Johns), Lisa Pera (Christina), Jamie Farr (Tony), Joseph Mell (zio Joe), James Chandler (generale), Barry Cahill (capitano del sottomarino), Steven Marlo (Jake), Oscar Beregi, Jr. (generale Brunner), Sheila Larken (Christine), Richard Kiley (Frank Keeler/maresciallo di campo Donner)

## The Plot to Kill (2)
- Prima televisiva: 20 febbraio 1968
- Diretto da: Georg Fenady
- Scritto da: William Robert Yates

### Trama
- Guest star: Pamela Curran (Lisa), Peter Haskell (Erik), Faith Domergue (Carla), Lisa Pera (Christina), Richard Kiley (Frank Keeler/maresciallo di campo Donner)

## The Frame-Up
- Prima televisiva: 27 febbraio 1968
- Diretto da: John Peyser
- Scritto da: Henry Slesar

### Trama
- Guest star: Christopher Held (maggiore Reinhardt), H. M. Wynant (Duclos), Jan Merlin (generale Von Rauschnig), Gena Rowlands (duchessa)

## The War Diamonds
- Prima televisiva: 5 marzo 1968
- Diretto da: Michael Caffey
- Scritto da: William Robert Yates

### Trama
- Guest star: Sheldon Allman (Otto), Maurice Marsac (Metzer), Michael Forest (Gustav), Ted Knight (Werner), Monique Montaigne (ragazza in banca), Allen Joseph (assistente/addetto), Hank Brandt (Karl), Eric Braeden (Frank Miller)

## Time Bomb
- Prima televisiva: 12 marzo 1968
- Diretto da: Georg Fenady
- Scritto da: Paul Playdon

### Trama
- Guest star: Martin Kosleck (generale), Ivan Triesault (dottor Manheim), Peter Haskell (Dieter), Ron Soble (Heinrich), Kurt Landen (ufficiale), Horst Ebersberg (agente della Gestapo), Aladdin Pallante (titolare del negozio), Ernst Winters (sergente)